# Zaccharie Affane
Pas d'image ? Cliquez ici

a Compétitions nationales et continentales officielles uniquement.

b Matchs officiels uniquement.
Dernière mise à jour le 6 mars 2024.
Zaccharie Affane, né le 15 juillet 2004, est un joueur français de rugby à XV qui évolue au poste de pilier droit.

## Biographie

### Jeunesse et formation
Zacharie Affane débute le rugby à XV à sept ans à l'US Montmélian dans la banlieue de Chambéry après avoir pratiqué le judo et la boxe. Il y joue pendant huit ans avant de rejoindre en 2019, le FC Grenoble en équipe junior.
En avril 2022, il fait partie des cinq Grenoblois avec Marko Gazzotti, Barnabé Massa, Gabin Rocher et Karsen Talalua sélectionnés avec l'équipe de France des moins de 18 ans pour disputer le Festival des Six Nations,.
Il est ensuite recruté par l'Union Bordeaux Bègles, qui évolue en Top 14, à partir de la saison 2022-2023.
En janvier 2023, il est sélectionné pour la première fois avec l'équipe de France des moins de 20 ans pour le Tournoi des Six Nations où il participe à tous les matchs. Plus tard cette année-là, en juin, il est convoqué pour le Championnat du monde junior 2023, où il est sacré champion du monde des moins de 20 ans.

### Débuts professionnels à Bordeaux Bègles (depuis 2024)
Début février 2024, il joue son premier match professionnel en Top 14 lors d'un déplacement contre le RC Toulon en remplaçant Ben Tameifuna,. Le même mois, il est de nouveau sélectionné avec les moins de 20 ans pour le Tournoi des Six Nations.
Le 12 mai 2025, il est annoncé qu'il rejoindra le CA Brive sous forme de prêt à compter de la saison 2025-2026.

## Palmarès

### En équipe nationale
- Vainqueur du Championnat du monde junior en 2023 avec l'équipe de France des moins de 20 ans.